# Oratorio del Rosario di San Domenico

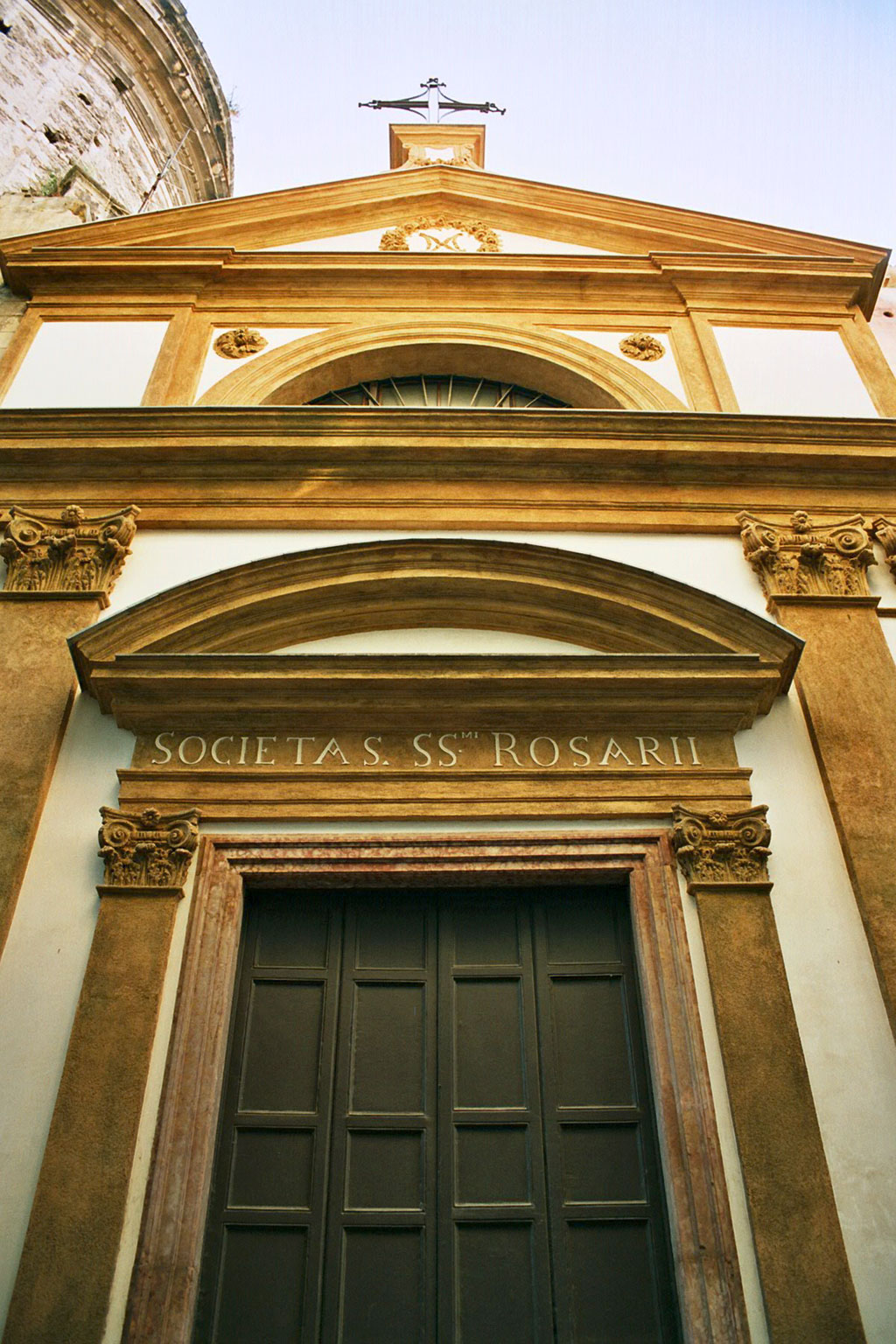
Fassade

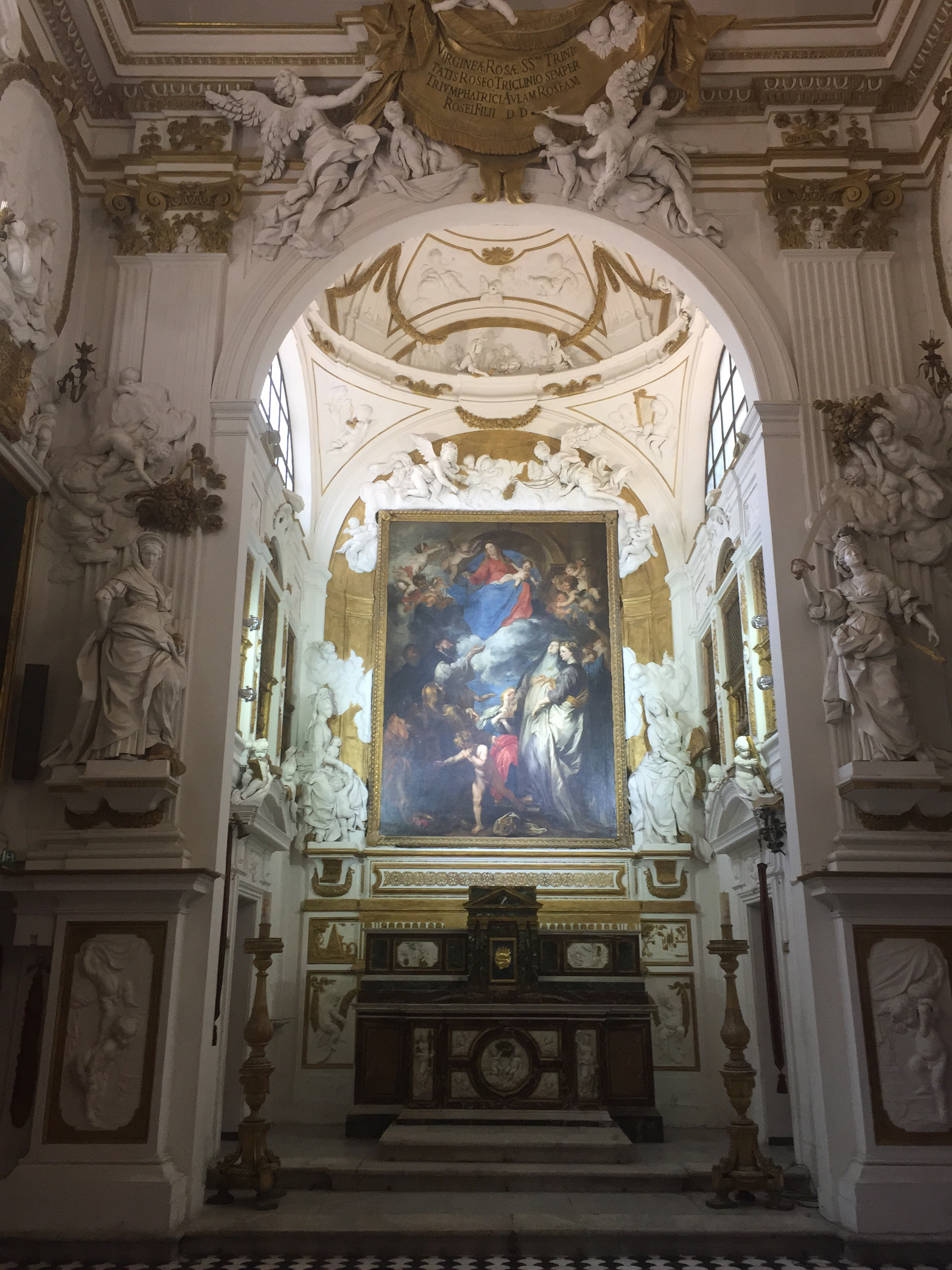
Altarraum

Das Oratorio del Rosario di San Domenico ist ein Gebetshaus des Dominikanerordens in Palermo auf Sizilien.
Die Compagnia della Madonna del Rosario richtete das Oratorium 1574 in einem schmalen Gang des Klosterkomplexes der Dominikaner ein.
Nach der überstandenen Pestepidemie im Jahr 1624 gab die Bruderschaft das Bild „Madonna del Rosario mit den Heiligen Dominikus, Katharina von Siena, Vinzenz Ferrer, Olivia, Ninfa, Agathe, Christina und Rosalia“ bei Anthonis van Dyck in Auftrag, das seit 1628 den Hauptaltar schmückt. 
Weitere Gemälde bedeutender Künstler sind erwähnenswert, so ein Werk von Luca Giordano, mehrere Bilder, darunter „Christus an der Martersäule“, von Matthias Stomer, „Auferstehung“ von Orazio Ferraro, „Heimsuchung“ (1727) von Guglielmo Borremans „Zwölfjähriger Jesus im Tempel“, „Pfingstwunder“ und ein Deckenfresko „Marienkrönung“ (1630) von Pietro Novelli. 
1714 bis 1717 wurde das Oratorium von Giacomo Serpotta mit aufwändigen Stuckaturen und figürlichen Hochreliefs versehen, darunter Szenen aus der Apokalypse, des Alten Testamentes und Darstellungen der Legende um Maria mit dem Rosenkranz sowie in der Kuppel illusionistische Figurengruppen, die insgesamt das Oratorium zu einem Meisterwerk des Italienischen Rokoko werden lassen.